# Westminster Bridge
Westminster Bridge er en bil- og gangbro i London over Themsen, mellem Westminster og Lambeth. Den nuværende bro åbnede i 1862 og erstatter en bro, sted som åbnede i 1750 og havde en tendens til at gynge foruroligende.
Westminster Bridge har syv buegange i smedejern med gotisk udførelse af Charles Barry (arkitekten af Palace of Westminster).
Den forbinder Palace of Westminster på Themsens vestbred med County Hall og London Eye på østsiden. Broen var mål i London Marathon.
Den ligger mellem Lambeth Bridge og nedover Hungerford Bridge.

## Historie
Broen var i 2017 åsted for Westminsterangrebet i 2017, hvor seks døde efter en chauffør kørte sin bil ind i fodgængerne.